# Armin Bleiwerk
Armin Bleiwerk (* 3. August 1974) ist ein ehemaliger österreichischer Fußballspieler und nunmehriger -trainer.

## Karriere

### Als Spieler
Bleiwerk begann seine Karriere beim USV Grimmming, bei dem er später auch in der Kampfmannschaft spielte. Im Jänner 1994 wechselte er zum ATV Irdning. Zur Saison 1995/96 schloss er sich dem SV Rottenmann an. Zur Saison 1998/99 wechselte er zum SV Bad Aussee, ehe er nach einer Spielzeit wieder nach Rottenmann zurückkehrte. Im Jänner 2001 wechselte er zum Regionalligisten Kapfenberger SV. Mit der KSV stieg er am Ende der Saison 2001/02 in die zweite Liga auf. Daraufhin gab er im August 2002 sein Zweitligadebüt, als er am fünften Spieltag der Saison 2002/03 gegen den SV Wörgl in der Startelf stand. Bis Saisonende kam er zu 26 Zweitligaeinsätzen, in denen er ein Tor erzielte.
Zur Saison 2003/04 kehrte Bleiwerk zum Landesligisten Bad Aussee zurück. 2005 stieg er mit Bad Aussee in die Regionalliga auf. Im Jänner 2006 kehrte er zum USV Grimming zurück, bei dem er einst seine Karriere begonnen hatte. In vier Jahren kam er zu 83 Einsätzen für den Verein in den Spielstufen sechs, sieben und acht. Im Jänner 2010 wechselte er nach Oberösterreich zum sechstklassigen ASKÖ Gosau, mit dem er allerdings am Ende der Saison 2009/10 in die 1. Klasse abstieg. In eineinhalb Jahren in Gosau absolvierte er 35 Ligapartien. Nach der Saison 2010/11 beendete er seine Karriere als Aktiver, 2015 setzte er sich als Trainer des SV Pruggern noch einmal selbst in der Gebietsliga ein.

### Als Trainer
Bleiwerk fungierte während seiner Zeit beim USV Grimming als Spielertrainer und führte den Verein aus der 1. Klasse, der niedrigsten Spielklasse, in die sechstklassige Unterliga. Nach der Saison 2008/09 war er nur noch Spieler bei Grimming. Zur Saison 2011/12 übernahm er den fünftklassigen ASV Bad Mitterndorf als Trainer, den er bis April 2012 trainierte. Im Dezember 2014 wurde er Trainer des siebtklassigen SV Pruggern. Im Frühjahr 2016 verließ er den Verein. Zur Saison 2016/17 wurde Bleiwerk Trainer des sechstklassigen SV Stainach/Grimming, mit dem er zu Saisonende in die Oberliga aufstieg. Nach einer Saison stieg der Verein allerdings wieder aus der fünfthöchsten Spielklasse ab, woraufhin Bleiwerk den Klub verließ.
Zur Saison 2019/20 wurde er Trainer der achtklassigen Zweitmannschaft des SC Liezen.